# Kalilangan
Kalilangan is een gemeente in de Filipijnse provincie Bukidnon op het eiland Mindanao. Bij de laatste census in 2007 had de gemeente bijna 37 duizend inwoners.

## Geografie

### Bestuurlijke indeling
Kalilangan is onderverdeeld in de volgende 14 barangays:
| - Baborawon - Bangbang - Canituan - Kibaning - Kinura - Lampanusan - Maca-opao | - Malinao - Ninoy Aquino - Pamotolon - Poblacion - Public - San Vicente Ferrer - West Poblacion |

## Demografie
Kalilangan had bij de census van 2007 een inwoneraantal van 36.557 mensen. Dit zijn 5.965 mensen (19,5%) meer dan bij de vorige census van 2000. De gemiddelde jaarlijkse groei komt daarmee uit op 2,49%, hetgeen hoger is dan het landelijk jaarlijks gemiddelde over deze periode (2,04%). Vergeleken met de census van 1995 is het aantal mensen met 9.584 (35,5%) toegenomen.

De bevolkingsdichtheid van Kalilangan was ten tijde van de laatste census, met 36.557 inwoners op 251,43 km², 145,4 mensen per km².